# カミラ・ゴメス
カミラ・フェルナンダ・ゴメス・エルナンデス（Camila Fernanda Gómez Hernández、1995年7月6日 - ）は、コロンビアの女子バレーボール選手。コロンビア代表。

## 来歴
コロンビアのブエナベントゥラ出身。

### クラブチーム
2013年にルーマニアリーグCSU Medicina Târgu Mureșに入団しバレーボール選手としてのキャリアをスタートさせる。2014/15シーズンから国内に戻りVallecaucanaで2シーズン活躍した。2016年よりアメリカのマイアミDate大学に進学した。2020/21シーズンからブラジルリーグのセスクRJフラメンゴに移籍した。

### 代表チーム
2010年、アンダーカテゴリーの代表としてジュニア南米選手権に出場しベストリベロ賞を受賞した。2013年にシニア代表初選出される。同年のコパラティーナ大会において優勝しMVPに選ばれた。2014年、U-23パンアメリカンカップにおいて銀メダルを獲得し、ベストディガー、ベストレシーバー、ベストリベロの3冠に輝いた。2015年、ワールドグランプリに出場した。同年の南米選手権で銅メダル獲得し、ベストリベロ賞を受賞した。2017年、ワールドグランプリグループ2で7位となった（最終順位は19位）。同年の南米選手権で銀メダルを獲得し自身もベストリベロ賞を受賞した。2021年の南米選手権では銀メダルを獲得した。

## 球歴
- ワールドグランプリ - 2015年、2016年、2017年
- 南米選手権 - 2015年、2017年、2021年

## 受賞歴
- 2010年 ジュニア南米選手権 ベストリベロ賞
- 2013年 コパラティーナ MVP、ベストリベロ賞、ベストディガー、ベストレシーバー
- 2014年 U-23 パンアメリカンカップ ベストディガー、ベストレシーバー、ベストリベロ賞
- 2015年 南米選手権 ベストリベロ賞
- 2017年 南米選手権 ベストリベロ賞
- 2019年 パンアメリカンカップ ベストリベロ賞

## 所属クラブ
- CSU Medicina Târgu Mureș（2013-2014年）
- Vallecaucana（2014-2016年）
- マイアミDade大学（2016-2018年）
- Texas A&M Univ.（2018-2020年）
- セスクRJフラメンゴ（2020-2021年）
- ECピンヘイロス（2022-2023年）
- グランドラピッズ・ライズ（英語版）（2023-2024年）
- オマハ・スーパーノヴァス（英語版）（2024年-）